# Alvilda Larsen
Alvilda Marie Louise Larsen Møller (født 6. september 1914 i Slesvig, død 24. april 1974 i Værløse) var en dansk politiker, der var medlem af Folketinget for Danmarks Kommunistiske Parti. Senere blev hun journalist ved det kommunistiske dagblad Land og Folk.
Hun var datter af den kendte kommunist og formand for Malernes Fagforening i København, Hans Christian Lauritz Larsen, og blev allerede efter skolen aktiv i Danmarks Kommunistiske Ungdom. I 1935 meldte hun sig ind i Danmarks Kommunistiske Parti. Allerede året forinden var hun blevet valgt til partiets hovedbestyrelse for ungdomsorganisationen, og 1936-1941 var hun formand for DKU. Hun var redaktør af DKU's blad, Fremad, 1937-1940. Hun blev i 1937 valgt til DKP's centralkomité.
Da DKP blev forbudt i 1941 blev Alvilda Larsen anholdt og indsat i Vestre Fængsel, men da hun havde tuberkulose, blev hun løsladt allerede efter et par måneder. I 1943 emigrerede hun til Sverige, hvor hun blev DKP's repræsentant. I Sverige samarbejdede hun bl.a. med partifællen Edvard Heiberg. Hendes mand, fagforeningsformanden Frederik Møller, kom i koncentrationslejr i Stutthof, og vendte tilbage Danmark sammen med Alvilda efter krigen. Under resten af besættelsen forblev DKP ulovligt og opstillede derfor ikke til folketingsvalget i 1943. Efter Befrielsen fik DKP via en særlov tildelt de tre mandater, som nazisterne havde haft siden 1943. Alvilda Larsen indtrådte i Folketinget som stedfortræder, og blev som den første kvinde medlem af Finansudvalget. Larsen blev ikke valgt i 1945, men var senere folketingsmedlem igen 1947-1950 og 1953-1957. Hun var desuden medlem af Frederiksberg Kommunalbestyrelse 1946-1954. Sammen med Ragnhild Andersen tegnede hun i de år DKP's profil på det socialpolitiske og ligestillingspolitiske område. Alvilda Larsen var gennem 1950'erne partiet officielle kvindeleder, og var medarrangør af Kvindernes Verdenskongres i København i 1953 og 1960.
Fra 1957 til 1966 var hun journalist ved Land og Folk. I 1966 forlod hun både bladet og partiets ledelse, og blev ansat som kursuslærer ved Boligselskabernes Landsforening, hvor hun arbejdede til sin død.